# Federazione di rugby a 15 del Perù
La Federazione Rugby XV del Perù (in spagnolo Federación Peruana de Rugby) è l'organo che governa il Rugby a 15 in Perù.
Affiliata all'International Rugby Board, è inclusa fra le nazionali di terzo livello senza esperienze di Coppa del Mondo.